# Roseau (Minnesota)
Roseau település az Amerikai Egyesült Államok Minnesota államában, Roseau megyében, melynek megyeszékhelye is. Lakosainak száma 2744 fő (2020. április 1.).

## Népesség
A település népességének változása:

| 2010 | 2 633 |
| 2020 | 2 744 |